# Хён, Альфред

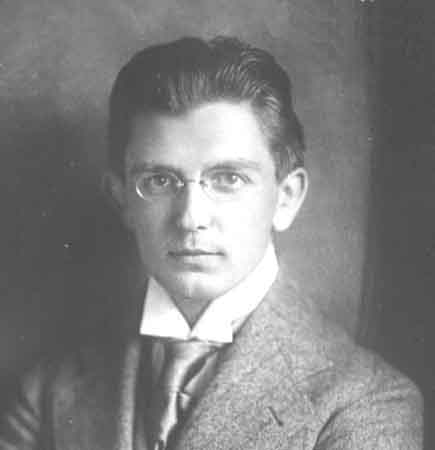
Альфред Хён

Альфред Хён (нем. Alfred Hoehn; 20 октября 1887, Оберэллен под Айзенахом — 2 августа 1945, Кёнигштайн) — немецкий пианист.
Учился в Консерватории Хоха во Франкфурте-на-Майне, в Кёльне в 1907—1908 гг. у Ладзаро Уциелли и Фрица Штайнбаха (который к тому времени занял должность генерального музыкального директора в Кёльне), затем в Берлине у Ферруччо Бузони и Эжена д’Альбера. В 1910 г. получил должность придворного пианиста в Майнингене, в том же году в Санкт-Петербурге выиграл Пятый Рубинштейновский конкурс.
В декабре 1911 года выступал в концертом в Смоленске.
Редактировал издания многих фортепианных произведений Людвига ван Бетховена для майнцского издательства Schott Music.
Преподавал во Франкфурте в той же Консерватории Хоха; среди его учеников был, в частности, Ганс Розбауд. Член жюри первых трех Международных конкурсов пианистов имени Шопена. Карьера Хёна закончилась весной 1940 года из-за инсульта, случившегося во время репетиции 2-го фортепианного концерта Брамса в Гевандхаусе (Лейпциг). В результате он был парализован и умер после продолжительной болезни в больнице в Кенигштайн-им-Таунус в возрасте 57 лет. 